# Pseudoacontias menamainty
Espèce
Statut de conservation UICN

 CR B1ab(iii) : 
En danger critique
Pseudoacontias menamainty est une espèce de sauriens de la famille des Scincidae.

## Répartition

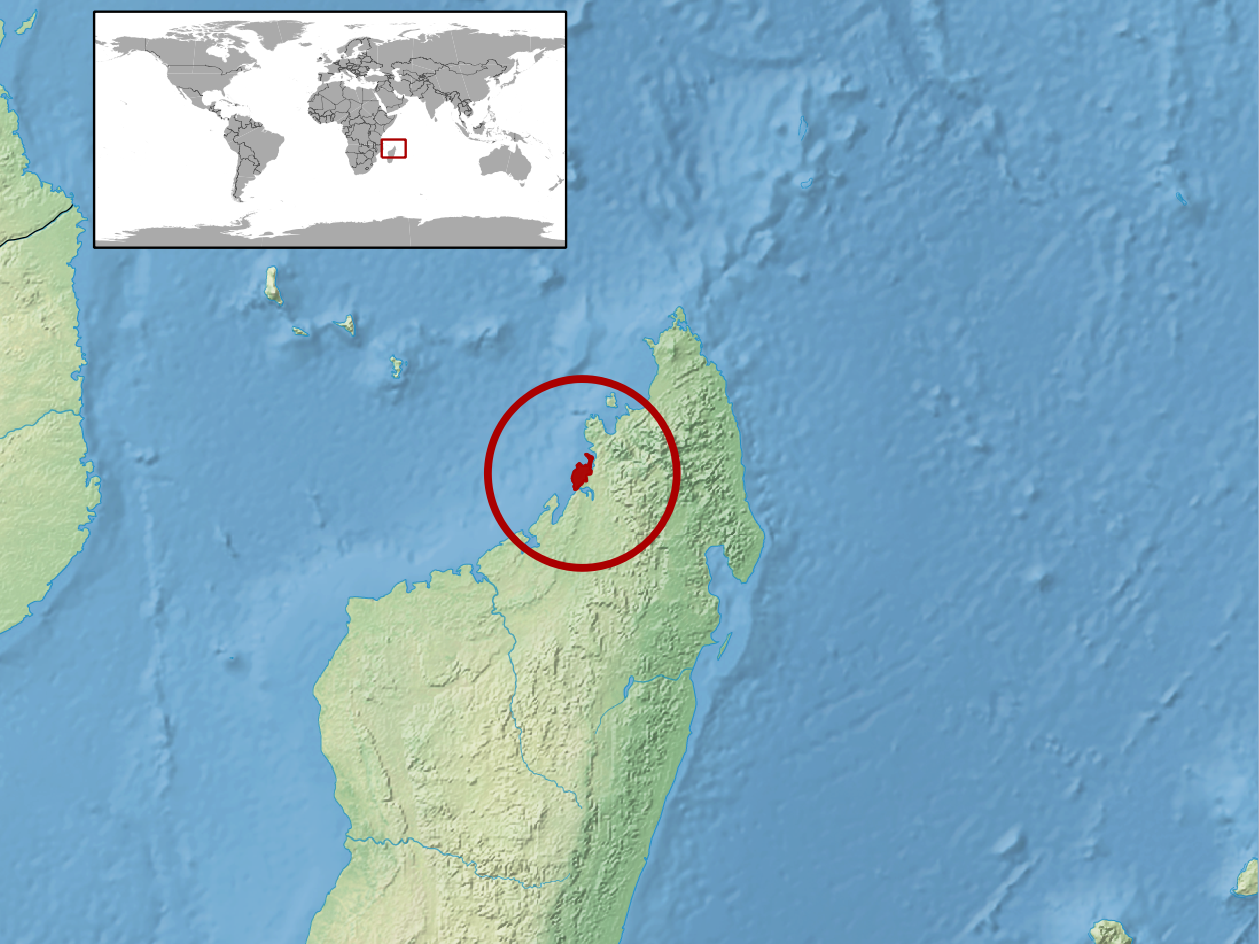
Répartition de l'espèce.

Cette espèce est endémique du Nord-Ouest de Madagascar.

## Étymologie
Le nom spécifique menamainty vient du malgache mena, rouge, et de mainty, noir, en référence aux bandes rouges et noires de ce saurien.

## Publication originale
- (en) Andreone & Greer, 2002 : Malagasy scincid lizards: descriptions of nine new species, with notes on the morphology, reproduction and taxonomy of some previously described species (Reptilia, Squamata: Scincidae). Journal of Zoology (London), vol. 258, p. 139-181.